# Okołowice (województwo łódzkie)
Okołowice – wieś w Polsce, położona w województwie łódzkim, w powiecie pabianickim, w gminie Pabianice.
Miejscowość położona jest na Wysoczyźnie Łaskiej.

## Pomniki przyrody
| Nazwa          | Obwód na wys. 1,3 m (cm)     | Wysokość (m) | Lokalizacja | Data wpisu | Forma własności | Podstawa prawna |
| -------------- | ---------------------------- | ------------ | ----------- | ---------- | --------------- | --- |
| Klon zwyczajny | 447 cm na wys. 0,9m (w 2015) | 22 m         |             | 16.12.1991 |                 | Rozporządzenie Nr 12/91 Wojewody Łódzkiego z dnia 16 grudnia 1991 r. w sprawie uznania niektórych tworów przyrody na terenie województwa łódzkiego za pomniki przyrody i ochrony tych pomników |
| Klon zwyczajny | 472 cm na wys. 0,8m (w 2015) | 23,6 m       |             | 16.12.1991 |                 | Rozporządzenie Nr 12/91 Wojewody Łódzkiego z dnia 16 grudnia 1991 r. w sprawie uznania niektórych tworów przyrody na terenie województwa łódzkiego za pomniki przyrody i ochrony tych pomników |
| Dąb szypułkowy | 484 cm (w 2015)              | 24,2 m       |             | 10.01.1990 |                 | Rozporządzenie Nr 8/90 Wojewody Łódzkiego z dnia 10 stycznia 1990 r. w sprawie uznania niektórych tworów przyrody na terenie województwa łódzkiego za pomniki przyrody i ochrony tych pomników |

Źródło: Rejestr form ochrony przyrody na stronie internetowej Regionalnej Dyrekcji Ochrony Środowiska w Łodzi (dostęp 8 lipca 2012)
W latach 1975–1998 miejscowość znajdowała się w ówczesnym województwie łódzkim.